# داریجا (بایبورد)
داریجا (به ترکی استانبولی: Darıca) (به کردی: Tîvasor) (به ارمنی: Տանձուտ) یک منطقهٔ مسکونی در ترکیه است که در بایبورد واقع شده‌است. داریجا ۲۴۵ نفر جمعیت دارد.